# Sanicula chinensis
Sanicula chinensis är en flockblommig växtart som beskrevs av Aleksandr Andrejevitj Bunge. Sanicula chinensis ingår i släktet sårläkor, och familjen flockblommiga växter. Utöver nominatformen finns också underarten S. c. acaulis.

## Bildgalleri

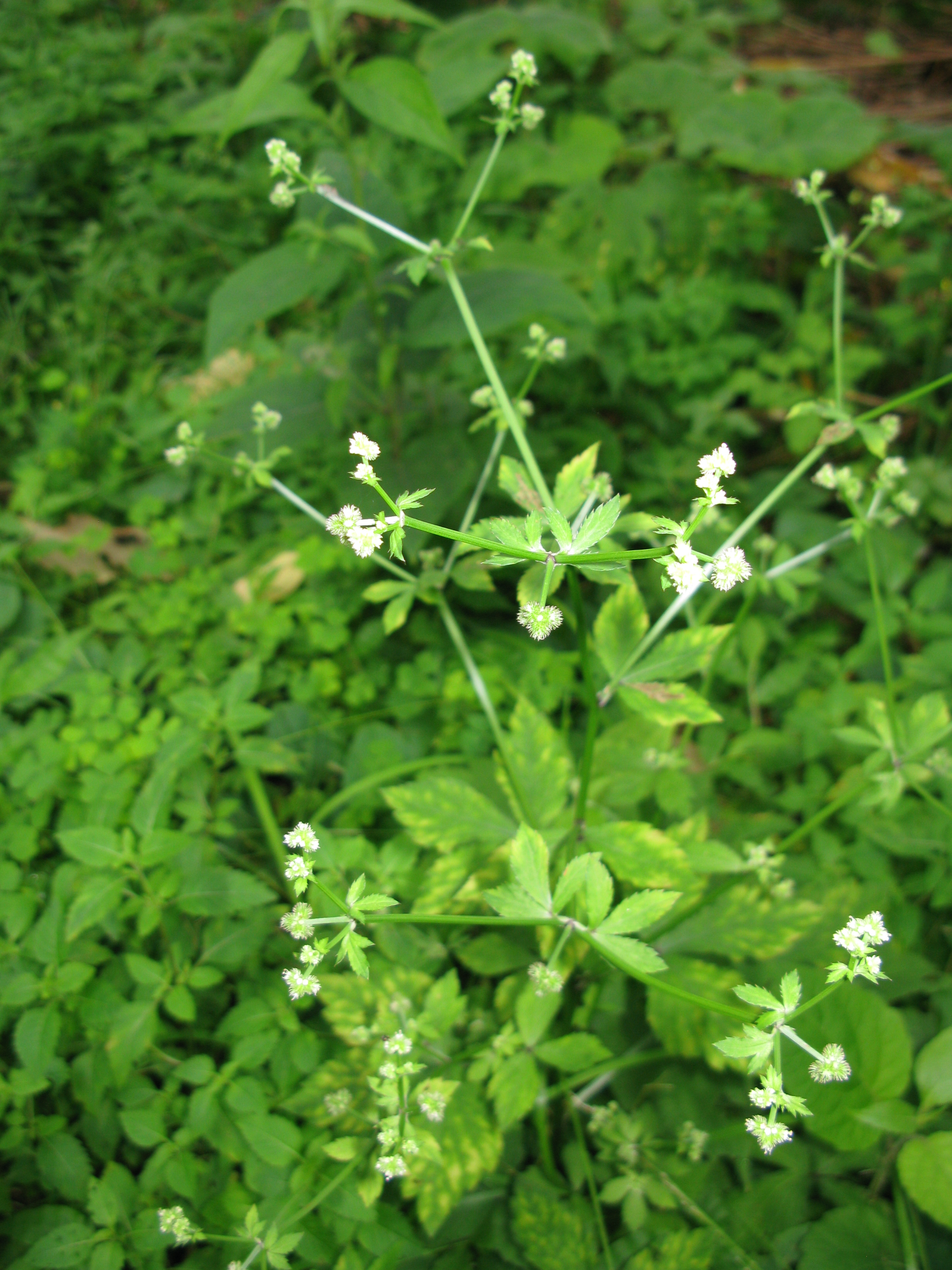
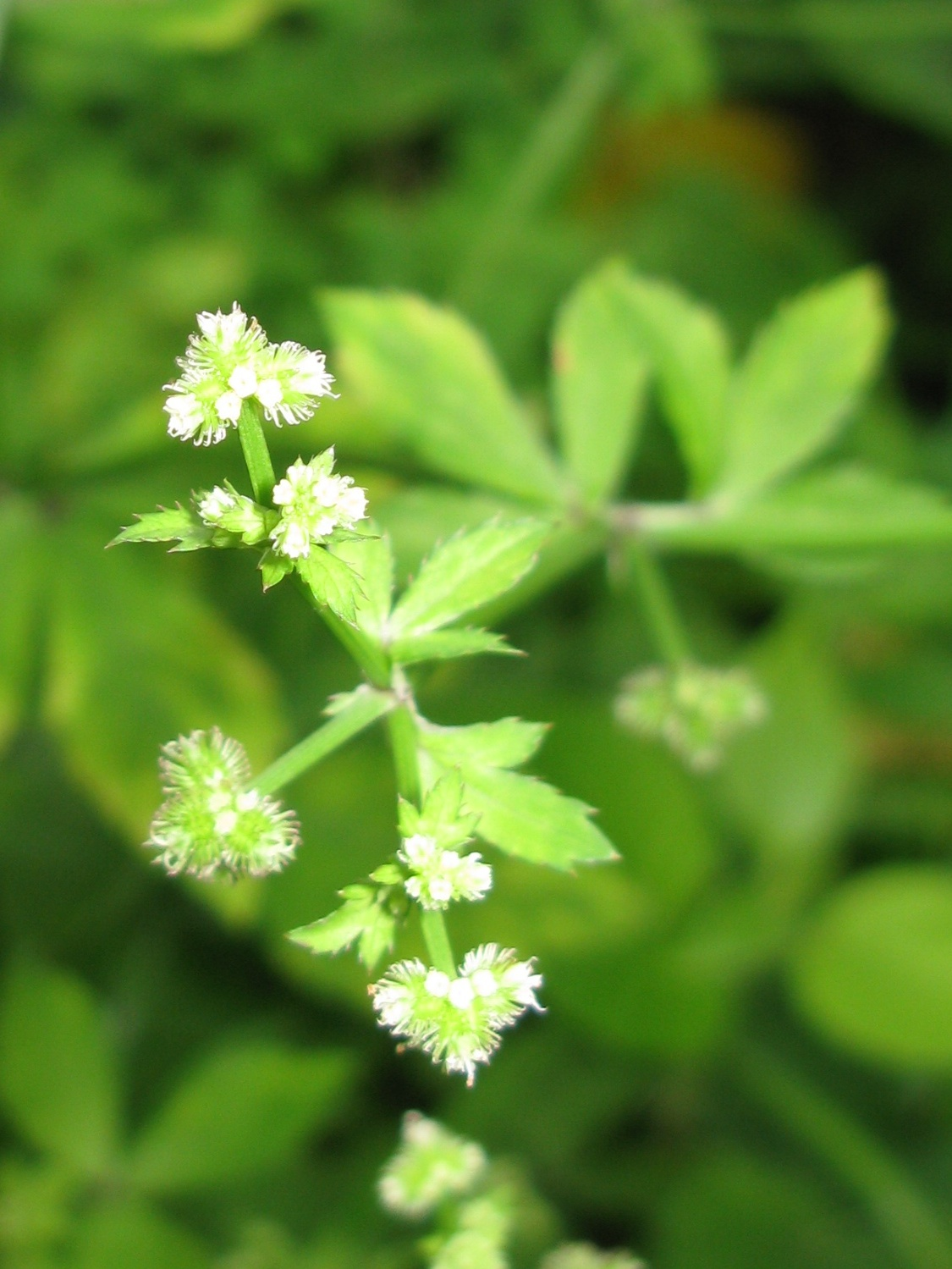